# Ivanios Geevarghese Panickaruveetil
Mor Ivanios, nascido Panikkervettil Thomas Panicker Geevarghese (em malaiala:  മാർ ഇവാനിയോസ്, Mavelikkara, 21 de setembro de 1882 - Tiruvanantapura, 15 de julho de 1953) foi um prelado Indiano da Igreja Católica Siro-Malancar, responsável pela união dos católicos de rito antioquino da Índia ao catolicismo romano. É considerado um Venerável pela Igreja Católica.

## Família e educação
Geevarghese nasceu em 21 de setembro de 1882, em Puthiyakavu, Mavelikkara, Kerala, filho de Thomas Panicker e Annamma de Panikeruveedu.
Geevarghese era membro da família Panickervettil, uma linhagem aristocrática em Mavelikkara, que fazia parte do estado principesco de Travancore, agora localizado no distrito de Alappuzha, em Kerala. A família foi reconhecida com o título de "Mylitta Panicker" pelos governantes de Travancore.
Após sua formação primária em Kalari, continuou seus estudos em uma Escola Pública do Governo. O metropolita Pulikottu Mar Divannasios o levou ao Seminário de Kottayam para estudos superiores e formação sacerdotal. Ele completou a matrícula na MD Seminary High School com louvor. Mais tarde, ele passou no exame Fellow of Arts (FA) do CMS College de Kottayam. Obteve seus diplomas de bacharelado e mestrado em História e Economia, respectivamente, pelo Madras Christian College.

## Ministério ordenado
Em 9 de janeiro de 1900, Mor Divannasios Pulikottu, o então Metropolita de Malankara, ordenou-o diácono, na igreja de Puthenkavu. Como diácono, ele passava os dias pregando sobre os Sacramentos para revivificar a Igreja Malankara, enfraquecida por conflitos e litígios. Assim, ele passou a ser nomeado Kūdasa Semmasan ("Diácono dos Sacramentos").
Foi nomeado diretor da renomada MD Seminary High School, em 1908. Recebeu a ordenação presbiteral por Mor Divannasios Vattaseril, no Seminário Parumala, em 15 de agosto de 1908.

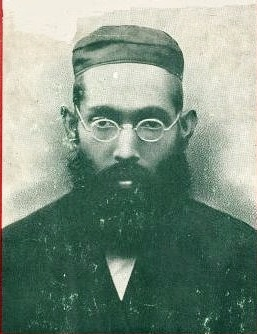
Panikkervettil Thomas Panicker Geevarghese em 1908.

Atuou como professor de História, Política e Economia de 1913 a 1919 na Universidade de Serampoor, Bengala. Foi durante este período que se inspirou na cultura indiana e em Sanayāsa e iniciou um novo movimento religioso (Sanayāsa Prasthānam). Ele pretendia fundar um Ashram em um lugar isolado e queria se envolver em atividades de amor a Deus, no despertar espiritual da Igreja Malankara e na elevação dos oprimidos da sociedade. Eventualmente, ele renunciou ao cargo na Universidade e fundou a Ordem da Imitação de Cristo, também conhecida como Bethany Ashram, em 15 de agosto de 1919 em Mundanmala em Ranni-Perunadu.

## Episcopado
Ele foi nomeado Remban em 28 de janeiro de 1925 na Igreja de Tirumoolapuram e em 1 de maio recebeu a ordenação episcopal em Niranam com o nome de Mor Ivanios. Ele fundou uma congregação religiosa para mulheres, com o nome de Irmãs da Imitação de Cristo, também conhecida como Bethany Madhom, em 8 de setembro de 1925, após ser ordenado Bispo de Betânia. Em 13 de fevereiro de 1929, ele foi elevado a Metropolita de Betânia.
Dedicou a sua vida a reavivar a Igreja Malankara, enfraquecida por disputas e litígios. Numa altura em que o Metrankakshi (Partido do Bispo) e o Bavakakshi (Partido dos Católicos) estavam envolvidos em litígios judiciais para garantir a posse do Vattippanam (um depósito bancário fixo) em favor da Igreja Malankara, ele trabalhou para trazer a paz e reconciliação na Igreja. O Sínodo da Igreja Ortodoxa, convocado em Parumala em 1926 como solução para encontrar uma paz duradoura na Igreja, propôs a reunião da Igreja Malankara com a Igreja Católica e autorizou Mor Ivanios a manter negociações com Roma para isso. Depois de um esforço perseverante durante quatro anos, Roma aceitou a proposta de Mar Ivanios para a reunião. No entanto, como o veredito do tribunal civil sobre Vattippanam foi favorável aos Metrankakshi, eles desistiram dos esforços de reunificação. Mas o Metropolita Mor Ivanios junto com Mor Theophilos Kalapurakal, padre John, O.I.C., o diácono Seraphion e o Senhor Kilileth Chacko entraram em comunhão com a Igreja Católica, fazendo a profissão de fé diante do Bispo Aloysius Maria Benzigor, na Capela Aramana, em Kollam, em 20 de setembro de 1930.
Mor Ivanios visitou o Papa Pio XI em 1932. A Hierarquia Católica de Malankara foi erguida com Trivandrum como Arquieparquia, Sua Graça Mor Ivanios como seu arcebispo metropolitano e Tiruvalla como sua eparquia sufragânea sob o Bispo Mor Theophilos Kalapurakal em 11 de junho de 1932. Foi entronizado arcebispo metropolitano de Trivandrum em 12 de março de 1933. Em 1947, visitou os Estados Unidos e a Austrália. Esta visita consolidou a vida e o progresso da Igreja Católica Siro-Malancar, partilhando as posições eclesiológicas e teológicas da Igreja Católica de Malankara e do Movimento de Reunião na Igreja Universal.
Em vinte e dois anos de sua vida como arcebispo metropolitano de Trivandrum, ele fundou 78 escolas primárias, 18 escolas primárias superiores, 15 escolas secundárias, 2 escolas de formação de professores e 1 faculdade de artes. À medida que sua saúde piorava, ele recebeu a unção dos enfermos para prelados (Kanthīla Susrusha). Ele faleceu em 15 de julho de 1953.

## Servo de Deus
Teve suas virtudes heroicas como Servo de Deus reconhecidas pelo Dicastério para as Causas dos Santos em 14 de março de 2024, sendo assim considerado um Venerável.